# محمد عبروق
محمد عبروق (انگلیسی: Mohamed Abrouk؛ زادهٔ ۳۰ نوامبر ۱۹۴۵) بازیکن فوتبال اهل الجزایر بود.
وی همچنین در تیم ملی فوتبال الجزایر بازی کرده‌است.